# Bressanone Challenger 2000
Il Bressanone Challenger 2000 è stato un torneo di tennis facente parte della categoria ATP Challenger Series nell'ambito dell'ATP Challenger Series 2000. Il torneo si è giocato a Bressanone in Italia dal 14 al 20 agosto 2000 su campi in terra rossa.

## Vincitori

### Singolare
František Čermák ha battuto in finale  Sergio Roitman con il punteggio di 5–7, 6–4, 6–1

### Doppio
Jordan Kerr /  Danìmien Roberts hanno battuto in finale  Marcelo Charpentier /  Diego del Río con il punteggio di 7–6(3), 7–5